# Jan Matoušek
Jan Matoušek (Příbram, 9 maggio 1998) è un calciatore ceco, centrocampista del Bohemians 1905.

## Carriera

### Nazionale
Con la Nazionale Under-21 ceca ha preso parte a un incontro di qualificazione al Campionato europeo di calcio Under-21 2019.
Il 17 giugno 2023 esordisce in nazionale maggiore subentrando nel finale della sfida vinta in casa delle Fær Øer (0-3).

## Statistiche

### Presenze e reti nei club
Statistiche aggiornate al 5 Settembre 2018.
| Stagione        | Squadra         | Campionato      | Campionato | Campionato | Coppe nazionali | Coppe nazionali | Coppe nazionali | Coppe continentali | Coppe continentali | Coppe continentali | Altre coppe | Altre coppe | Altre coppe | Totale | Totale | Totale |
| Stagione        | Squadra         | Comp            | Pres       | Reti       | Comp            | Pres            | Reti            | Comp               | Pres               | Reti               | Comp        | Pres        | Reti        | Pres   | Reti   |        |
| --------------- | --------------- | --------------- | ---------- | ---------- | --------------- | --------------- | --------------- | ------------------ | ------------------ | ------------------ | ----------- | ----------- | ----------- | ------ | ------ | ------ |
| 2017-2018       | Příbram         | FNL             | 24         | 11         | CRC             | 1               | 0               |                    | -                  | -                  |             | -           | -           | 25     | 11     |        |
| 2018-2019       | Příbram         | 1L              | 7          | 4          | CRC             | 0               | 0               |                    | -                  | -                  |             | -           | -           | 7      | 4      |        |
| Totale carriera | Totale carriera | Totale carriera | 31         | 15         |                 | 1               | 0               |                    | -                  | -                  |             | -           | -           | 32     | 15     |        |

### Cronologia presenze e reti in nazionale
| Cronologia completa delle presenze e delle reti in nazionale ― Rep. Ceca | Cronologia completa delle presenze e delle reti in nazionale ― Rep. Ceca | Cronologia completa delle presenze e delle reti in nazionale ― Rep. Ceca | Cronologia completa delle presenze e delle reti in nazionale ― Rep. Ceca | Cronologia completa delle presenze e delle reti in nazionale ― Rep. Ceca | Cronologia completa delle presenze e delle reti in nazionale ― Rep. Ceca | Cronologia completa delle presenze e delle reti in nazionale ― Rep. Ceca | Cronologia completa delle presenze e delle reti in nazionale ― Rep. Ceca |
| Data                                                                     | Città                                                                    | In casa                                                                  | Risultato                                                                | Ospiti                                                                   | Competizione                                                             | Reti                                                                     | Note                                                                     |
| ------------------------------------------------------------------------ | ------------------------------------------------------------------------ | ------------------------------------------------------------------------ | ------------------------------------------------------------------------ | ------------------------------------------------------------------------ | ------------------------------------------------------------------------ | ------------------------------------------------------------------------ | ------------------------------------------------------------------------ |
| 17-6-2023                                                                | Tórshavn                                                                 | Fær Øer                                                                  | 0 – 3                                                                    | Rep. Ceca                                                                | Qual. Euro 2024                                                          | -                                                                        | 80’                                                                      |
| 20-6-2023                                                                | Podgorica                                                                | Montenegro                                                               | 1 – 4                                                                    | Rep. Ceca                                                                | Amichevole                                                               | -                                                                        | 85’                                                                      |
| Totale                                                                   |                                                                          | Presenze                                                                 | 2                                                                        |                                                                          | Reti                                                                     | 0                                                                        |                                                                          |